# Chrysichthys polli
Chrysichthys polli är en fiskart som beskrevs av Risch, 1987. Chrysichthys polli ingår i släktet Chrysichthys och familjen Claroteidae. IUCN kategoriserar arten globalt som sårbar. Inga underarter finns listade i Catalogue of Life.